# Castelveccana
Castelveccana är en kommun i provinsen Varese i regionen Lombardiet i Italien. Kommunen hade 1 989 invånare (2018).